# オリンピアダン
オリンピアダン（Olympiadane）は、5つの大きな環が組み合わさってできた有機化合物である。この化合物は直線形ペンタカテナンもしくは[5]-カテナンである。1994年に、フレイザー・ストッダートらによって合成と命名がなされた。命名は同じく5つの輪が組み合わされたオリンピック・シンボルにちなむ。
合成は、環の数の少ない [3]-カテナンを別途合成し、そこへさらに高圧条件下 (12 kbar, 20 ℃, 3 日) で環の部品を加えて反応させる経路がとられた。そのとき、[4]-カテナンや枝分かれカテナンなどとともにオリンピアダンが生成する。π電子供与体とπ電子受容体の2種類の芳香環がもたらす相互作用により、カテナン生成が引き起こされる。
この分子は、実用的な用途を想定されずにデザインされた。